# 坂東玲央
坂東 玲央（ばんどう れお、1992年4月7日 - ）は、日本の元プロバスケットボール選手である。和歌山県出身。

## 人物
金光藤蔭高等学校卒業。静岡ジムラッツ→GC大阪.EXE→大分ヒートデビルズ→和歌山トライアンズ。
現在和歌山県のバスケットボール教室である、W BASKETBALL SCHOOLの運営を行っている。